# Die Welten von Star Trek: Deep Space Nine
Die Welten von Star Trek: Deep Space Nine (Originaltitel: Worlds of Star Trek: Deep Space Nine) ist ein aus sechs Romanen bestehender Romanzyklus, der auf Englisch 2004/05 und auf Deutsch 2012/13 erstmals erschien. Die Romane gehören zur literarischen Fortsetzung der Fernsehserie Star Trek: Deep Space Nine und spielen, teilweise parallel zueinander, im Jahr 2376, dem ersten Jahr nach dem Ende der Handlung der Fernsehserie. Jeder Roman ist auf eine der sechs wichtigsten, nichtmenschlichen Welten konzentriert, die in der belletristischen Fortsetzung der Fernsehserie eine wichtige Rolle spielen: Cardassia, Andor, Trill, Bajor, Ferenginar und das Dominion.
Die Romane erschienen auf Englisch ursprünglich im Verlag Pocket Books paarweise in drei Bänden und auf Deutsch bei Cross Cult in sechs separaten Bänden, die je etwa 200 Seiten umfassen.

## Handlung

### Cardassia – Die Lotusblume
Familie O’Brien wohnt nun auf Cardassia Prime, da Keiko dort eine neue Arbeitsstelle angenommen hat, bei der sie ein Modellprojekt zum Aufbau der Landwirtschaft in der Region Andak leitet. Miles hilft im Auftrag des Ingenieurskorps der Sternenflotte beim Wiederaufbau der cardassianischen Infrastruktur.
Die cardassianische Physikerin Tela Maleren gehört zum sog. Oralianischen Weg, einer Gruppe, die gegen das öffentliche Ausleben der Religion auf Cardassia ist und Cardassia, so wie es früher war, schützen will. Während der bajoranische Vedek Yevir, der das öffentliche Praktizieren der Religion befürwortet, in Andak eine Rede anlässlich des Agrar-Projektes hält, nimmt Telas Tochter Nyra die Redner und das etwa 200-köpfige Publikum gefangen und fordert mit der Drohung, eine Bombe zu zünden, den Abbruch des Projektes, die Auflösung der Regierung Ghemor und das Stoppen des Oralianischen Weges. Es geht ihr darum, Cardassia von äußeren Einflüssen säubern, die die Zukunft Cardassias gefährdeten.
Von seinem Regierungssitz in der Hauptstadt aus versucht Ghemor, die Geiselnahme zu beenden. Er wird beraten von seinem neuen politischen Berater Mev Jartek und von Garak. Garak erkennt, dass Nyra für die cardassianische, extremistische Terrororganisation „Wahrer Weg“ arbeitet, die er früher ausspioniert hat. Er befragt deren früheren Mitarbeiter Korven, von dem er erfährt, dass Korven einst Kommandant von Gul Entor war. Entor ist nunmehr ein Gegner des Andak-Projektes und gehört zum technologischen Bewilligungskomitee, das in Abhängigkeit von der heutigen Veranstaltung in Andak über die Fördergelder für das Projekt entscheidet.
Die Geiselnahme endet unblutig, nachdem Yevir ggü. Nyra dafür appelliert hat, aufzugeben. Nachdem Entor mit den von Garak gewonnenen Informationen konfrontiert wurde, bewilligt das Komitee die Fördergelder für das Andak-Projekt. Garak bemerkt, dass Jartek Geheiminformationen über die heutige Projektvorstellung an Korven hat durchsickern lassen, wodurch der Wahre Weg erst tätig werden konnte. Jedoch hat Jartek Korven nicht wissen lassen, dass sie von Jartek stammen. Für Garak ist klar, dass Jartek damit versucht hat, Ghemor zu diskreditieren. Dennoch hält Garak diese Erkenntnisse mit Jartek geheim.

### Andor – Paradigma
Anlässlich der Bestattung von Thriss reist Shar, begleitet von Prynn und Counselor Lt. Commander Phillipa Mathias, nach Andor. Shars Mutter Charivretha wird von Oppositionellen auf Andor vorgeworfen, ein Werkzeug der Föderation und keine andorianische Repräsentantin mehr zu sein. Als Beweis für diesen Vorwurf führen sie auch Shars Weigerung ggü. dem Absolvieren des Paarungsrituals an. Zu den Oppositionellen gehört auch Sessethantis zh'Cheen – kurz Thantis –, die Mutter von Shars Bündnispartner Thriss, der sich das Leben genommen hatte, weil Shar sich dem Paarungsritual verweigert hat. Charivretha erwartet nun von Shar Hilfe dabei, sie gegen Sessethantis zu verteidigen und somit ihren Verbleib im Amt des andorianischen Repräsentanten im Föderationsrat zu bewahren. Wegen des politischen Streits kommt es auf Andor bereits zu Unruhen und Demonstrationen.
Als Shar bei Charivretha angelangt ist, kommt es zwischen beiden zum Streit. Shar erfährt von seiner Mutter, dass sie ihn schon seit langem hat ausspionieren lassen, um ihn zu beschützen. Zudem versucht Charivretha ihren Sohn dazu zu zwingen, bei ihr zu bleiben. Aus Bestürzung darüber flieht Shar zusammen mit Prynn, mit der er mittlerweile eng befreundet ist, vor seiner Mutter in einem Shuttle nach Harbortown. Im dortigen Marktplatztrubel geraten sie unter den Einfluss eines euphorisierenden Gifts und werden bewusstlos. Bald werden sie von den Behörden gefunden, auch weil sie von Anichent verfolgt wurden.
Etwa zur gleichen Zeit wird Charivretha von einer extremistischen Gruppierung der Visionisten entführt. Die regierende Partei der Progressiven wird von den Entführern damit erpresst, binnen eines Tages die angeblich unethischen und verschwörerischen Forschungsarbeiten im andorianischen Wissenschaftsinstitut umfassend zu untersuchen. Shar, Prynn, Matthias und Thantis brechen zu einer Befreiungsaktion auf, auf einem anderen Kontinent können sie sie befreien. Ihre gemeinsame Bekannte Thia, den von den Entführern unbewusst ausgenutzt wurde, hilft ihnen beim Finden.
Nach der Befreiung Charivrethas stellt sich heraus, dass die Anschuldigungen der Visionisten – denen zufolge die Wissenschaftler durch Einsatz von Gentechnik die Anzahl der andorianischen Geschlechter von vier auf zwei reduzieren wollen, um so die Fortpflanzungsfähigkeit zu erhöhen – der Wahrheit entsprechen. Wegen dieser Erkenntnis tritt Charivretha von ihrem Amt zurück und veröffentlicht sie die Informationen. Es laufen allerdings auch Forschungen mit den Eiern der Yrythny (→ Siehe auch: Dieser graue Geist). Shar und Thia, die von ihren Bündnispartnern verstoßen wurde, stellen sich den Forschungen als Probanden zur Verfügung. Deshalb und trotz Shars Geständnis, Prynn zu lieben, bleibt Shar auf Andor.

### Trill – Unvereinigt
Basierend auf Ros Ermittlungen bzgl. der Herkunft der Parasiten entsendet der Föderationsrat ein Einsatzteam, das aus Bashir, Dax, Ro und Taran'atar besteht, zum Planeten Minos Korva. In einer dortigen Eishöhle findet das Team lauter tote Parasiten. Sie starben offensichtlich durch den Tod der Parasitenkönigin. Die Trill-Regierung beginnt mit einer Untersuchung des Parasitenbefalls, bei der Ezri Dax helfen soll. Bashir begleitet sie nach Trill. Aus der Analyse eines Fragments aus der Höhle auf Minos Korva gelangt Bashir zu der Erkenntnis, dass es vielleicht von dem Planeten Kurl stammt, dessen Bevölkerung vor mehreren Jahrtausenden ausgestorben ist und möglicherweise auch eine symbiotische Spezies war. Auf Trill wird Ezri vom Senat über die Parasitenplage befragt.
Die Öffentlichkeit auf Trill erfährt, dass entgegen der bisherigen politischen Verlautbarung, es seien nur wenige Trill für eine Vereinigung mit Symbionten geeignet, mindestens die Hälfte aller Trill für eine Vereinigung in Frage kommen. Dadurch kommt es zu gewalttätigen Demonstrationen, auch vor dem Regierungssitz. Attentäter ermorden einen wichtigen Trill-Senator und planen die Explosion einer Bombe im Senat, jedoch können Dax und Bashir die Explosion vereiteln. Politische Extremisten, die sich Neo-Puristen nennen und unvereinigt sind, bekennen sich als verantwortlich für die Terroranschläge. Sie geben an, dass die Kurl nicht nur mit den Trill verwandt seien, sondern ursprünglich Trill kolonisiert haben. Die Puristen wollen diese Informationen als Wahrheit verbreiten und alle vereinigten Trill töten. Bei den Terroranschlägen mit biogenen Strahlungsbomben werden 90 Prozent aller auf dem Planeten lebenden Trill-Symbionten getötet.
Dax begibt sich zu den Höhlen von Mak'ala, die auf einem anderen Kontinent sind. Dort will sie die Verbindung zwischen den Trill und den Kurl erforschen. Sie taucht dazu in ein Wasserbecken, in dem unvereinigte Symbionten und der große Fürsorgersymbiont Memh leben, mit denen sie kommuniziert. Auch basierend auf den von Dax gewonnenen Informationen hält die Trill-Präsidentin eine planetenweite Ansprache an die Öffentlichkeit, in der sie zugibt, dass die Regierung der Bevölkerung über Jahrhunderte hinweg die enge Verwandtschaft der Symbionten mit den Parasiten verschwiegen hat. Zudem sagt sie, dass die Parasiten vor Jahrhunderten von Trill-Wissenschaftlern erschaffen wurden, aber entgegen der Notwendigkeit nicht wieder völlig vernichtet wurden. Dies bedeutete den Untergang von Millionen Kolonisten auf Kurl und die Entstehung der Vorfahren der heutigen Parasiten. Um die Trill-Spezies langfristig überleben zu lassen, verhängt die Präsidentin ein Symbiosemoratorium und geht dazu mit eigenem Beispiel voran, indem sie sich ihren Symbionten entfernen lässt.
Auf dem Heimflug nach DS9 erkennt Ezri, dass Bashir in sie verliebt ist, weil er schon in Jadzia verliebt war. Deshalb trennt sie sich von ihm.

### Bajor – Fragmente und Omen
Jake, der bei Ben und Kas auf Bajor lebt, trifft zufällig die junge Bajoranerin Azeni Korena, kurz Rena, in die er sich verliebt. Ihr Freund Kail ist skeptisch ggü. dem Beitritt Bajors zur Föderation, da er wirtschaftliche Nachteile sieht. Nach mehreren Wochen und einer heimlichen Eheschließung treffen Jake und Rena bei Ben ein.
In dem Dorf Sidau in der bajoranischen Provinz Hedrikspool wurde ein Massaker verübt, 300 Einwohner sind tot. Die Attentäter sind in einem besinianischen Frachter entkommen, nach dem Kira und Ro suchen. Auf dem Frachter befindet sich das aus dem Dorf stammende bajoranische Ehepaar Hovath und Iniri. Die Entführer foltern Iniri, um so Hovath zur Preisgabe von Informationen zu zwingen. Hovath erforscht als einziger das Wurmloch sowohl aus theologischer als auch aus wissenschaftlicher Sicht. Hovath solle zustimmen, den bisher von ihm ungekannten Schlüssel für die Möglichkeit zu erhalten, auch andere, bislang unbekannte Ein- und Ausgänge an dem Wurmloch zu nutzen. Die Defiant entdeckt den Frachter in der Nähe der Badlands, Hovath ist weg, Iniri erliegt ihren Folterverletzungen und der größte Teil der Crew ist tot. Das Außenteam kann sich zurück auf die Defiant beamen, ehe der Frachter explodiert. Ro ermittelt schließlich, dass in Sidau das Dal’Rok-Ritual vollzogen wurde (→ Staffel 1: Die Legende von Dal'Rok), bei dem der imaginäre Geschichtenerzähler Sirah für die Dorfbewohner eine wesentliche Rolle spielt und ein Artefakt nutzt, das womöglich ein Drehkörperfragment ist. Ro vermutet, dass das Dorf überfallen wurde, um dieses Fragment zu finden, und dass es wegen der dafür erforderlichen Informationen einen Maulwurf auf DS9 gibt.
Rava Mehwyn, die neue bajoranische Repräsentantin im Föderationsrat, ist an einem Herzinfarkt gestorben. Deshalb sucht Asarem einen Nachfolger für Rava. Sie findet ihn in ihrem Ex-Ehemann Krim Aldos, der einst für den sog. „Kreis“ (→ Staffel 2) gekämpft hatte. Der Bajoraner Cenn Desca wird durch Lenaris und Kira zum neuen Verbindungsoffizier des bajoranischen Militärs bei der Sternenflotte ernannt und auf DS9 stationiert. Opaka schlägt Vedek Solis als Kandidat für den neuen Kai vor.

### Ferenginar – Zufriedenheit wird nicht garantiert
Der Ferengi-Pharmaunternehmer Chek bucht Quarks Bar bzw. Botschaft für eine Versammlung von neun Ferengi. Die Versammelten sind wegen der vom Großen Nagus Rom eingeleiteten Reformen besorgt, die insbesondere Frauen mehr Teilnahme am wirtschaftlichen Leben ermöglichen und deshalb die Einnahmen der männlichen Ferengi gefährden. Chek als Sprecher der Versammlung bittet deshalb Quark darum, auf seinen Bruder einzuwirken, um die Interessen der Versammelten zu vertreten. Quark muss ohnehin nach Ferenginar, weil Rom ihn und Nog wegen der gefährdeten Gesundheit der schwangeren Leeta darum gebeten hat. Chek Pharmazeutik ist ein Finanzier von Brunts Werbekampagne, die Brunt dabei helfen soll, selbst Großer Nagus zu werden und damit Rom aus dem Amt zu vertreiben. Brunt hofft damit, Ferenginar zurück zu seinen Wurzeln zu führen und die von Roms Regierung angestoßenen Reformen rückgängig zu machen.
Brunt, FCA-Liquidator und Mitglied des ökonomischen Beraterkongresses, erhebt ggü. Rom die Anschuldigung, Rom sei mit Leeta unrechtmäßig verheiratet. Rom hatte seine Frau Prinadora, die Nogs Mutter ist, einst verlassen, sei aber formaljuristisch weiterhin mit ihr verheiratet, weil der Ehevertrag eine Standard-Monogamieklausel enthalte. Quark, Nog und Ro versuchen daraufhin, Brunts Vorwurf zu entkräften. Sie können schließlich beweisen, dass Roms Ehevertrag mit Prinadora, den Brunt dem Kongress gezeigt hat, eine Fälschung von Gash ist. Sie können den echten Ehevertrag sicherstellen, gegen den Rom nicht verstoßen hat. Brunt hat mit Dav zusammen dafür gesorgt, dass Gash den Ehevertrag fälscht. Dabei hat ihnen Krax geholfen, der Sohn von Roms Amtsvorgänger Zek. Brunt wird durch die Enthüllungen über seine betrügerischen Machenschaften diskreditiert, er verliert sein Vermögen und seinen Beruf.
Leeta gebiert schließlich ihre und Roms Tochter, der sie den Namen Bena geben.

### Das Dominion – Fall der Götter
Taran'atar reist auf eigenen Wunsch, begleitet von Kira, nach Ananke Alpha, einem Föderationsgefängnis auf einem Asteroiden, in dem seit Kriegsende die Gründerin gefangengehalten wird, die während des Krieges die Dominion-Truppen im Alpha-Quadranten befehligt hatte. Taran'atar hat Selbstzweifel bezüglich seiner von Odo beauftragten Mission, als Kulturbotschafter in der Föderation zu dienen. Er sieht sich selbst als im Alpha-Quadranten nutzloser Soldat. Die Gründerin lehnt seine Bitte, ihr zu dienen, ab und teilt ihm mit, dass sie keine Göttin sei, sondern die Gründer an den Urahn glauben. Nach seiner Rückkehr nach DS9 fühlt er sich völlig orientierungslos. Er kommt seinem Auftrag als Kulturbeobachter nicht mehr nach und verbringt die Zeit mit lauter wuterfüllten Kampfesübungen. Er glaubt, Odo enttäuscht zu haben und an der von ihm gestellten Aufgabe gescheitert zu sein. Deshalb flieht er von DS9 mit einem Runabout, wobei er Ro und Kira schwer verletzt.
Unterdessen ist Odo auf dem Heimatplaneten der Gründer. Plötzlich erscheint Laas bei ihm und will wissen, warum die 100 jungen Gründer, zu denen auch Odo und Laas gehörten, einst in der Galaxis ausgesetzt wurden. Im Gespräch mit dem uralten Gründer Indurane erfährt Odo, dass die Gründer daran glauben, dass die Große Verbindung einst von dem sog. Urahn erschaffen worden sei und dass die Gründer die 100 ausgesetzt haben, um mit ihnen den Urahn zu finden, den sie vermisst haben. Odo erforscht im Dateibestand die Orte, an denen die 100 einst ausgesetzt wurden. Aus der Verteilung der Orte ergibt sich ein Muster und ein Schnittpunkt nahe dem Planeten der großen Verbindung. An dem Schnittpunkt ist gerade eine Supernova im Gange, die sich bereits am Horizont des Planeten der großen Verbindung zeigt und in der Indurane den zurückgekehrten Urahn vermutet. Odo, Laas, Indurane und einige andere Gründer begeben sich per Raumschiff in die Nähe des Ortes der Nova, einem Planetenfragment. Dort finden sie die sterblichen Überreste eines übergroßen alten Gründers. Im Gegensatz zu Odo geht Indurane davon aus, dass dies einst der Urahn war, die Suche der Gründer nach dem Urahn scheint für Indurane beendet. Odo befürchtet deshalb, dass die Gründer aussterben werden, weil sie sich ohne den Urahn nicht fortpflanzen können.
Auch mit Weyouns Ermittlungen stellt sich heraus, dass der tote Gründer einst durch die Supernova ums Leben gekommen ist. Die Supernova wurde wahrscheinlich durch eine isolytische Subraumwaffe ausgelöst, die den Aszendenten gehört, vor denen sich die Gründer fürchten. Nachdem Indurane mit den Erkenntnissen über den gefundenen, toten Gründer und die Supernova in die große Verbindung zurückgekehrt ist, löst sich diese auf und verteilt sich im Universum. Grund dafür ist, dass die Gründer glauben, mit ihrem Plan, die Hundert zum Finden des Urahns auszusetzen, gescheitert seien und den Urahn in den Tod gelockt zu haben.